# Глухово (Татарстан)
Глухово — опустевшая деревня в Высокогорском районе Татарстана. Входит в состав Ташлы-Ковалинского сельского поселения.

## География
Находится в северо-западной части Татарстана на расстоянии приблизительно 18 км на север-северо-восток по прямой от районного центра поселка Высокая Гора у речки Тож.

## История
Основана во второй половине XVII века помещиком Т.Глуховым. В 1775 году была построена деревянная церковь Андрея Первозванного (сгорела в 2011 году).

## Население
Постоянных жителей было: в 1859 году – 300 человек, в 1897 - 282, в 1908 - 275, в 1920 - 285 , в 1926 - 347, в 1989 - 0, в 2002 году также не было населения, как и в 2010.